# Éducation démocratique

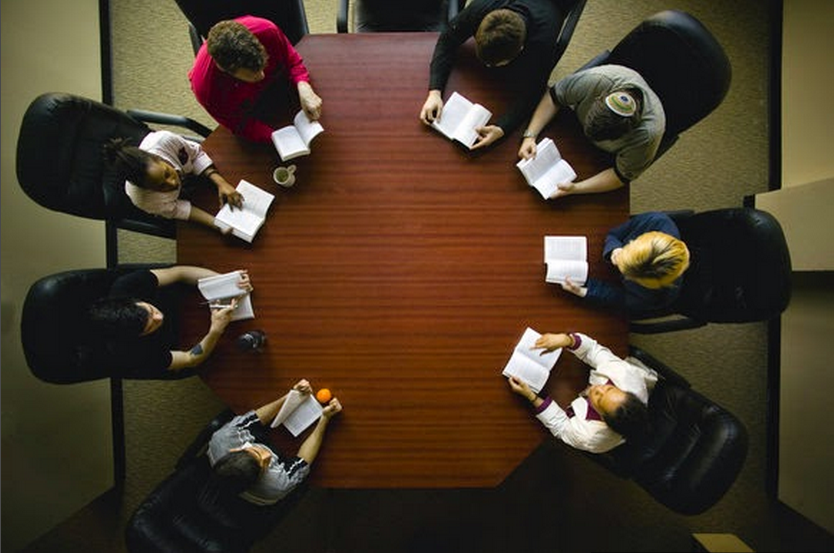
Un cours à Shimer College, une école démocratique à Chicago.

L’éducation démocratique place la démocratie au centre de sa pratique. Elle vise à offrir la liberté à l'individu dans ses apprentissages. Elle se veut distributrice des valeurs démocratiques à l’éducation et peut inclure l’auto-détermination au sein d’une communauté de pairs, ainsi que des valeurs telles que la justice, le respect et la confiance. L’éducation démocratique considère que la voix d’un élève est égale à celle d’un enseignant.

## Histoire

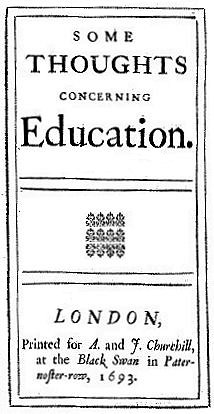
Les Pensées sur l'Éducation de Locke, 1693.

L’histoire de l’éducation démocratique remonte au moins jusqu’au XVIIe siècle. Bien qu’elle soit associée à nombre d’individus, aucune figure centrale, établissement ou nation ne l’a mise en avant.

### Le siècle des lumières
En 1693, John Locke publia Pensées sur l’éducation. Décrivant l’instruction des enfants, il déclare :

« Aucune des choses qu’ils doivent apprendre ne devrait jamais leur sembler un fardeau ou leur être imposée comme une tâche. Toute étude ainsi proposée, devient dès lors pénible; l’esprit en éprouve une aversion, fût-elle auparavant objet de plaisir ou d’indifférence. Qu’on ordonne à un enfant de fouetter sa toupie chaque jour à la même heure, qu’il en ait ou non envie; qu’on lui impose ce jeu comme une obligation à laquelle il doit consacrer plusieurs heures matin et soir, et l’on verra s’il ne se lassera pas de ce jeu ou de tout autre qui lui serait imposé dans les mêmes conditions. »

— Locke 1692, p. 73.1
Émile ou De l'éducation, le traité d’éducation de Jean-Jacques Rousseau fut publié en 1762. Émile, l’élève imaginaire utilisé pour illustrer son propos, ne devait apprendre que ce qu’il était capable de juger utile. Il devait apprécier ses leçons et apprendre à compter sur son propre jugement et son expérience. « Le tuteur ne doit pas imposer un modèle de valeurs, il doit les laisser être découvertes », écrit Rousseau, et l’exhorta à ne pas faire apprendre la science à Emile mais à le laisser la découvrir. Il dit également que nous ne devrions pas substituer les livres à l’expérience personnelle car cela ne nous enseigne pas à raisonner ; cela nous enseigne plutôt à utiliser le raisonnement des autres ; cela nous enseigne à croire en beaucoup de choses mais à n’en savoir aucune.

### XIXesiècle
Alors que Locke et Rousseau ne se préoccupaient que de l'éducation des enfants privilégiés, Léon Tolstoï fonda une école en 1859 pour les enfants de paysans, au sein de sa propriété à Iasnaïa Poliana, en Russie. Il nous dit que cette école évoluait librement à partir de principes introduits par les enseignants et les élèves. Malgré l'influence prédominante de l'enseignant, l'élève avait toujours le choix de venir à l'école à sa guise. Une fois présent, il pouvait choisir de ne pas écouter l'enseignant. L'enseignant n'avait pas le droit de refuser un élève dans sa classe, et il devait gagner leur attention comme il pouvait, dans une communauté démocratique ou les enfants étaient toujours en majorité,.

### XXesiècle

#### Dom Sierot
En 1912, Janusz Korczak a fondé Dom Sierot, un orphelinat juif à Varsovie, qui a fonctionné selon des principes démocratiques jusqu'à 1940, lorsqu'il accompagna les enfants à sa charge jusqu'aux chambres à gaz de Treblinka,,.

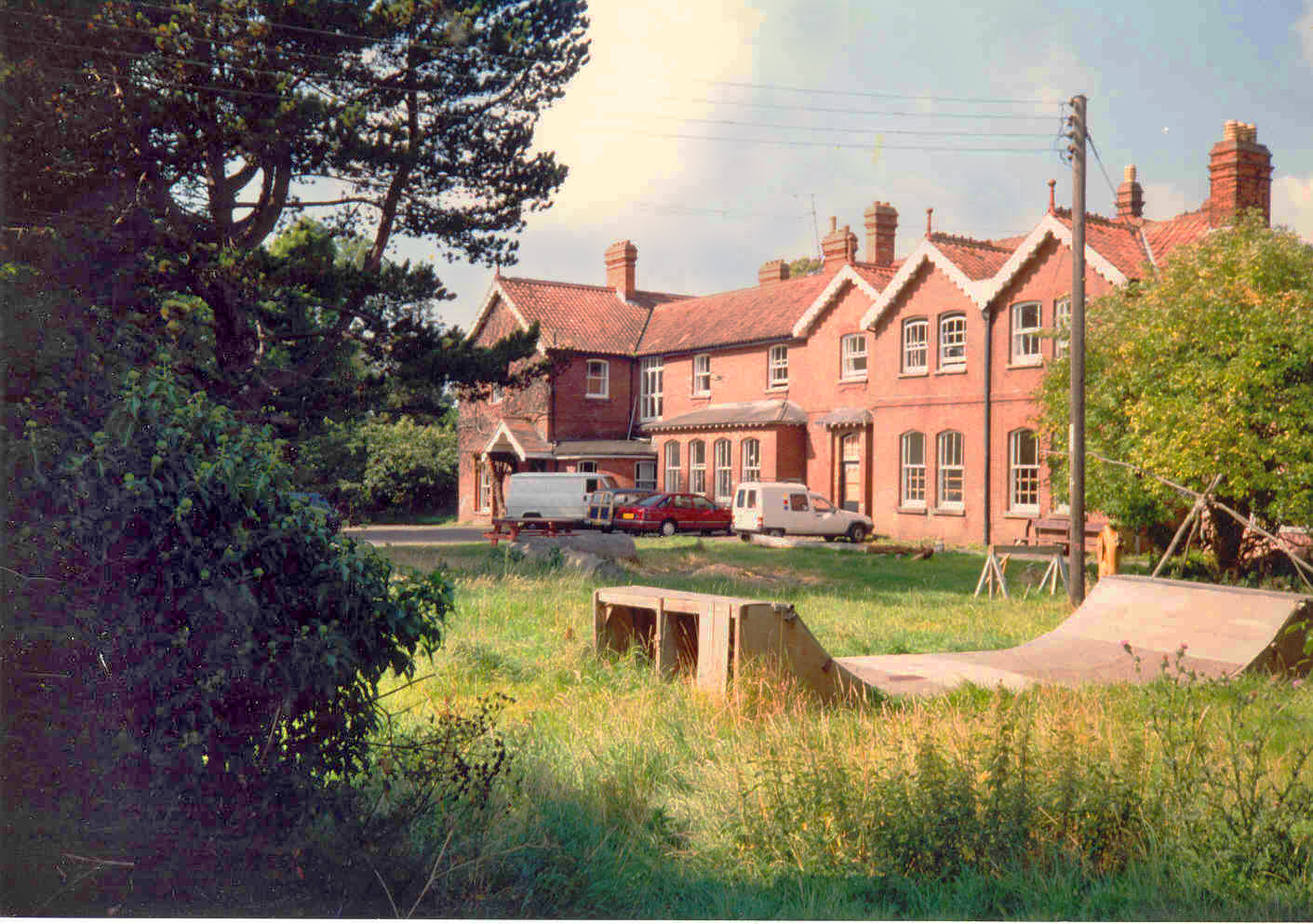
Immeuble principal de Summerhill School.

L'école démocratique la plus ancienne toujours existante est Summerhill, dans le Suffolk, en Angleterre, fondée en 1921.

### Les mouvements d'écoles libres aux États-Unis
Dans les années 1960, des centaines d'écoles libres (en) » ont ouvert aux États-Unis, le plus souvent inspirées de Summerhill. Cependant, A.S. Neill, fondateur de Summerhill, s'est distancé de ces écoles, à son sens trop permissives, qui n'engageaient donc pas les enfants à saisir la grande responsabilité venant avec leur liberté.
John Holt -plus connu maintenant pour le homeschooling - fut une figure clé du mouvement. Les principes de l'éducation progressive ne l'influencèrent qu'indirectement. Le mouvement se développa dans les années 1960 et 1970, mais il a largement été abandonné durant les années 1980.

### LaSudbury Valley School
La Sudbury Valley School, fondée à Framingham, Massachusetts en 1968, n'offre pas de programme d'enseignement a priori ou d'activités optionnelles. Les membres de l'école sont des responsables indépendants de leur propre vie et de leur éducation, et ce dès l'âge de 4 ans. Le Conseil d’école gère l'ensemble des aspects de l'école, incluant le recrutement du personnel et l'achat de matériel. Sudbury est maintenant considéré comme un groupe d'écoles inspirées de l'originale.

### Développement des "écoles démocratiques "
La Democratic School of Hadera, fondée en Israël en 1987, est financée par l’État. Elle offre des cours optionnels. Il existe à présent plus de vingt écoles démocratiques en Israël. Summerhill, Sudbury Valley School et d'autres sont déjà des écoles démocratiques, mais la Democratic School of Hadera a été la première à porter ce nom. Entre-temps, de nombreuses écoles démocratiques dans le monde entier ont adopté le terme "démocratique" dans leur nom et sont devenues des écoles démocratiques au sens large.

#### Réseaux
Les réseaux soutenant l'éducation démocratique incluent :
- EUDEC (communauté européenne pour l'éducation démocratique), fondée en 2008. La branche française a été fondée en 2015.
- Réseau des écoles démocratiques au Québec, ou RÉDAQ, fondé en 2012 pour soutenir la création d'écoles démocratiques au Québec.
- Alternative Éducation Resource Organization (AERO) fondée en 1989 pour créer une « approche centrée sur l'apprenant, menée par l'élève ».
- IDEC (conférence internationale pour l'éducation démocratique), tenue pour la première fois en 1993.
- Communauté d'Océanie pour l'éducation démocratique, qui a tenu sa première conférence en 2002.

IDEC 2005 a établi deux principes cœurs : autodétermination et gouvernance démocratique. EUDEC exprime également ces deux principes dans sa mission. IDEN (réseau international pour l'éducation démocratique) soutient l'ensemble des écoles qui se déclarent comme démocratique.

## Diversité
L'éducation démocratique se présente sous une grande diversité de formes. Voici des domaines dans lesquels elles diffèrent.

### Programme scolaire
Les écoles démocratique impliquent les élèves dans le processus décisionnel qui affecte ce qu'ils apprennent et comment. La plupart des écoles démocratiques offrent un catalogue optionnel de leçons et d'activités, car elles considèrent l'enseignement obligatoire comme non démocratique. Elles offrent l'aide nécessaire aux élèves pour qu'ils puissent se préparer aux examens nationaux. D'autres ne proposent pas de programme d'activités officiel  considérant que l'élève est totalement responsable pour décider de ce qu'il fait de sa vie et pour organiser des activités collectives si d'autres sont partants. La différence enfant-adulte est ainsi gommée jusqu'au bout sur cet aspect.

### Structure administrative
Les écoles démocratiques ont habituellement un Conseil d'École ouvert à l'ensemble du personnel et des élèves, où toutes les personnes présentes ont une voix et souvent un vote égal. La plupart ont aussi une Assemblée Générale également ouverte aux parents. Ces Conseils peuvent traiter tout ce qui concerne l'école, des petites affaires jusqu'au recrutement du personnel, en passant par l'édition du règlement intérieur et les achats de fournitures. Dans certaines écoles, la participation à ces réunions est obligatoire ; dans d'autres, elle est optionnelle. Un Conseil d'École forme habituellement des sous-Conseils pour traiter des problèmes particuliers, tels que la résolution de conflits.

### Résolution de conflits
Dans le champ des valeurs démocratiques, il existe un large spectre de possibilités pour gérer les conflits. Il peut y avoir un système formel, avec un règlement intérieur et un processus de sanction des transgressions. Il peut y avoir des règles, mais sans punitions si elles sont transgressées. D'autres possibilités incluent le consensus, la médiation ou le dialogue informel.

## Théorie
Il existe autant de types d'éducation démocratique que de types de démocraties, ce qui rend l'éducation démocratique difficile à définir. Une définition générale pourrait être "une éducation qui démocratise l'apprentissage lui-même." Les objectifs de l'éducation démocratique varient selon les participants, le contexte et l'accès aux ressources.
Il n'existe pas un corps unifié de textes sur l'éducation démocratique. Cependant, il existe des théories de l'éducation démocratiques émanant des perspectives suivantes :

### Théorie cognitive
Durant le mouvement de la théorie de l'intelligence, il y eut un renouveau d'intérêt pour le développement de l'enfant. La modélisation de Jean Piaget de périodes de l'évolution individuelle ont été remises en question par les écoles démocratiques. « Il n'existe pas deux enfants qui empruntent le même chemin. Chaque enfant est unique et totalement exceptionnel ».
Jean Lave a été l'un des premiers et des plus éminents anthropologistes sociaux à discuter de cognition dans le cadre de contextes culturels, et à avancer un argument ferme contre la psychologie fonctionnaliste à laquelle de nombreux pédagogues font référence.
Pour Lave, l'apprentissage est un processus mené par un acteur dans un contexte spécifique. Les compétences et le savoir acquis dans un processus ne sont ni généralisables ni transférables de manière fiable dans d'autres domaines d'activité humaine. Son étude était focalisée sur les mathématiques au sein d'un contexte et l’enseignement des mathématiques.
Les implications plus larges atteintes par Lave et d'autres spécialistes de l'« apprentissage en situation » sont qu'au-delà de l'argument qu'un certain savoir est nécessaire pour être membre d'une société (argument durkheimien), le savoir acquis dans le contexte de l'école n'est pas transférable de manière fiable dans d'autres domaines.
John Locke soutient l'argument que les enfants sont capables de raisonner : « Cela pourrait surprendre que je parle de raisonner avec les enfants; et pourtant je ne peux m’empêcher de penser que c'est une bonne manière de les traiter. Ils le comprennent aussitôt qu'ils acquièrent le langage; et si je ne me trompe pas dans mes observations, ils aiment être traités en tant que créatures rationnelles, bien plus tôt que ce qu'on imagine », Rousseau était en désaccord : « Usez de force avec les enfants et de raisonnement avec les hommes ».
Les êtres humains sont curieux par nature, et l'éducation démocratique soutient la croyance que le désir inné d'apprendre est suffisamment fort pour motiver les enfants à devenir des adultes accomplis.

#### Critique basée sur la théorie cognitive
Le cerveau humain n'est pas complètement développé jusqu'à l'âge adulte. Un désavantage de laisser des adolescents être responsables de leur propre éducation pourrait être que « les jeunes cerveaux ont des synapses en croissance forte et des sections qui restent déconnectées. Cela fait que les adolescents sont facilement influençables par leur environnement et plus enclins à un comportement impulsif ».

### Éthique
La démocratie peut être valorisée sur des fondements éthiques.

#### Théorie culturelle
L'éducation démocratique est cohérente avec le contexte culturel que "l'apprentissage à l'école doit être représentatif de la vie en dehors de l'école", et que les enfants devraient donc être des participants actifs et détenir une part du contrôle en ce qui concerne l'organisation de leur communauté.
La recherche sur les tribus de chasseurs-cueilleurs indique que le jeu libre et l'exploration ont toujours été des transmetteurs efficaces de la culture à la prochaine génération.
D'après George Dennison, les contextes démocratiques sont des régulateurs sociaux : notre désir de développer des amitiés, engendrer le respect, et maintenir ce que Dennison appelle "l'autorité naturelle" nous encourage à nous comporter de manière socialement acceptable, c.a.d des pratiques culturellement convenues d'équité, honnêteté, amabilité, etc.

#### Critique basée sur la théorie culturelle
Les enfants sont influencés par de nombreux programmes en dehors du programme scolaire : les programmes de la télé, de la publicité, des communautés religieuses, des scouts, des encyclopédies, du web/internet, des réseaux sociaux, etc. et donc, "une des tâches les plus importantes que l'école peut entreprendre est de développer auprès des jeunes une conscience de ces autres programmes et un sens critique à leur égard... C'est impensable que des enfants lâchés dans un environnement sans structure et sans planification puissent se libérer de cela. Ils seraient alors abandonnés aux forces aveugles des colporteurs, dont la préoccupation principale n'est pas les enfants, ni la vérité, ni un futur décent pour la société".
Émile Durkheim soutient l'argument que la transition des sociétés primitives vers les sociétés modernes s'est déroulée au moment où les anciens ont pris une décision consciente de transmettre ce qu'ils considéraient être les éléments les plus essentiels de leur culture aux prochaines générations. Il conclut que les sociétés modernes sont tellement complexes (bien plus que les tribus primitives de chasseurs-cueilleurs) et les rôles des individus qui composent la société sont tellement variés, que l'éducation formelle de masse est nécessaire pour inculquer la solidarité sociale et ce qu'il appelle la "moralité laïque".

### Théorie politique
Il existe une variété de composantes politiques dans l'éducation démocratique. Un auteur identifie des éléments comme l'inclusion et les droits, la participation équitable dans la prise de décision, et un encouragement équitable pour le succès. L'Institut pour l'Éducation Démocratique identifie plusieurs principes politiques :
- La relation entre les philosophies de la démocratie et l'éducation,
- L'éducation pluraliste
- L'administration de l'école selon des procédures démocratiques,
- Une éducation respectueuse des droits de l'homme,
- Évaluation dialogique
- Relations dialogiques
- Pensée critique sociale[38].

#### Effets sur la qualité d'éducation
Le type de socialisation politique qui a lieu dans les écoles démocratiques est fortement lié à la théorie de démocratie délibérative. Claus Offe et Ulrich Preuss, deux théoriciens de la culture politique des démocraties délibératives, soutiennent l'argument que dans sa production culturelle, la démocratie délibérative nécessite "un processus d'apprentissage continu et ouvert dans lequel n'apparaissent ni 'programme' ni un 'rôle d'enseignant'. En d'autres termes, ce qui est appris est un sujet sur lequel on doit s'accorder au sein du processus d'apprentissage lui-même."
La culture politique de la démocratie délibérative et ses institutions, disent-ils, pourraient faciliter davantage de "formes dialogiques pour permettre à chaque voix d'être entendue, qui ne serait possible que dans un cadre de liberté au sein duquel le paternalisme serait remplacé par un auto-paternalisme adopté de manière autonome, et l'élitisme technocratique par le jugement compétent de citoyens doués de conscience de soi."
D'un point de vue programmation, administration et socialisation au sein de l'école, l'éducation démocratique se préoccupe essentiellement d'équiper l'individu à faire "de vrais choix fondamentaux concernant sa vie" et cela dans et pour la démocratie. Cela peut être un "processus où les enseignants et les élèves coopèrent afin de reconstruire un programme qui inclut tout le monde". À travers un certain prisme, l'éducation démocratique enseigne "la participation consciente à reproduire leur société, et la conscience de la reproduction sociale." Ce rôle nécessite que l'éducation démocratique se produise dans une variété de contextes permettant de recevoir un enseignement par une variété de personnes, incluant "parents, enseignants, fonctionnaires et citoyens ordinaires." À cause de cela "l'éducation démocratique commence non seulement avec des enfants à qui on enseigne mais aussi avec des citoyens qui peuvent être leurs enseignants."

#### Préparation à la vie en démocratie
« L'argument le plus fort vis-à-vis de la théorie politique en faveur de l'éducation démocratique est qu'elle nous enseigne les vertus de la délibération démocratique pour l'intérêt de la future citoyenneté. »

Ce type d'éducation est souvent utilisé comme référence dans les textes concernant la démocratie délibérative comme un moyen d'accomplir les changements fondamentaux aux institutions, nécessaires pour développer une démocratie qui impliquerait une participation intensive au processus de décision collective, la négociation et la vie sociale.

#### Éducation civique
Le concept de « programme caché » implique la croyance que tout enseignement pratiqué dans un contexte autoritaire est un enseignement implicite de l’autoritarisme lui-même. Par conséquent, l'éducation civique enseignée dans un contexte d'obligation d'instruction mine ses propres leçons de démocratie. Une croyance commune aux écoles démocratiques est que les élèves doivent faire l'expérience de la démocratique pour l'apprendre,,. Cet argument rejoint la recherche de Lave concernant l'apprentissage en situation.
Une autre croyance commune, qui soutient l'idée de cours obligatoires en éducation civique, est que la transmission des valeurs démocratiques nécessite une structure imposée.
Les arguments concernant le mode de transmission de la démocratie, et à quel moment et à quel point on commencer à traiter les enfants démocratiquement, sont traités dans des textes concernant la voix étudiante, la participation de la jeunesse et l'émancipation de la jeunesse,.

#### Théorie économique
Les caractéristiques fondamentales de l'éducation démocratique sont alignées avec le consensus émergeant sur les priorités de l'entreprise au XXIe siècle. Ces caractéristiques incluent l'importance croissante de la collaboration, l'organisation décentralisée, et la créativité.

### Théorie du programme scolaire
Alors que les écoles démocratiques n'ont pas de programme scolaire officiel, ce que chaque élève fait pourrait être considéré comme son propre programme. Dewey  était un militant précurseur de l'apprentissage par la recherche, dans lequel les questions et les centres d'intérêts de l'élève donnent forme à son programme, en contraste net par rapport au "modèle d'usine" qui a commencé à devenir prédominant au XXe siècle, alors que la standardisation est devenue le principe au cœur des pratiques éducatives. Bien qu'il y eut une résurgence de l'apprentissage par les recherches dans les années 1980 et 90  le renforcement de la standardisation au XXIe siècle a écrasé la plupart des tentatives pour des pratiques éducatives authentiquement basées sur la recherche et la démocratie. La recherche scientifique, les arts et l'esprit critique sont négligés.
Les écoles démocratiques ne considèrent pas seulement la lecture, l'écriture et l'arithmétique comme les fondamentaux pour devenir un adulte accompli. A.S. Neill disait "Au diable l'arithmétique !" Il y a une croyance commune que tout individu apprendra "les fondamentaux" une fois qu'il sera prêt et intrinsèquement motivé pour cela,. De plus, un éducateur qui met en place des projets d'apprentissage par la recherche s'intéresse aux "prochaines étapes" dans le parcours d'un élève et incorpore les fondamentaux lorsque le besoin se présente. Ceci est plus facile à accomplir dans le contexte de l'école primaire que celui du secondaire, car les instituteurs du primaire enseignent l'ensemble des matières et l'emploi du temps permet l'organisation de projets interdisciplinaires et des explorations en profondeur.
Allen Koshewa  a mené des recherches qui soulignent les tensions entre l'éducation démocratique et le contrôle de l'enseignant, montrant que des enfants de CM2 ont essayé d'usurper les pratiques démocratiques de la classe en pratiquant l'abus d'influence sur les autres, de manière similaire aux démocraties représentatives qui peinent parfois à garantir la défense de l'intérêt général et la protection des minorités. Il a découvert que certains dispositifs aident à résoudre ce problème : les réunions de classes, le service communautaire, la pratique intensive des arts et une emphase sur les rapports interpersonnels solidaires. Malgré les défis de l'apprentissage par la recherche, les classes qui permettent aux enfants de faire des choix sur le programme permettent aux enfants non seulement d'apprendre la démocratie mais de l'expérimenter.

## L'éducation démocratique dans la pratique

### Le jeu
Une caractéristique frappante de l'éducation démocratique est l'ubiquité du jeu. Des élèves de tous les âges, et en particulier les plus jeunes, passent souvent la majorité de leur temps soit à jouer librement, ou à pratiquer des jeux (électroniques ou autres). Toute tentative de limiter, de contrôler ou diriger des jeux doit être approuvée démocratiquement avant d'être mise en place. Le jeu est considéré comme ayant autant de valeur que les matières académiques, et même plus. Le jeu est considéré comme essentiel pour les apprentissages, en particulier pour stimuler la créativité.

Jean Piaget, psychologue, a proposé une classification du jeu chez l’enfant (1945, 1957) :  
- Le jeu d’exercice : composé de mouvements sensori-moteur, comme la danse, la manipulation d’objets (sable, pâte à modeler)[64].
- Le jeu symbolique : l'interprétation d'un rôle, être quelque chose ou quelqu'un. Il s’ajoute au jeu d’exercice et arrive pendant la période préopératoire.
- Le jeu de règles : contenant des règles, ritualisé (farandoles, comptines, billes, jeux de sociétés). Il s’ajoute aux autres jeux. Cette catégorie est présente pendant la période des opérations concrètes[65].

### Lecture, écriture et arithmétique
L'intérêt pour la lecture arrive à une large variété d'âges. Les éducateurs progressistes permettent aux enfants de choisir leurs lectures, ainsi que les sujets sur lesquels ils écrivent. De plus, des spécialistes de l'éducation démocratique, et notamment Stephen Krashen insistent sur le rôle des bibliothèques pour promouvoir l'éducation démocratique. D'autres, comme l'auteur pour enfants Judy Blume, se sont opposés à la censure comme étant antagoniste à une éducation démocratique, alors que le mouvement des réformes scolaires, qui ont gagné en traction notamment avec les programmes "No Child Left Behind", "Race to the Top" et "Common Core" aux États-Unis, insistent sur le contrôle strict du programme scolaire.

## L'éducation dans une société démocratique
Alors que l'aristocratie disparaissait au profit de la démocratie, Matthew Arnold a enquêté sur l'éducation populaire en France et dans d'autres pays pour trouver la forme d'éducation correspondant à l'ère de la démocratie. Arnold écrivit que « l'esprit de la démocratie » est une partie de « la nature humaine elle-même », qui s'engage dans « l'effort d'affirmer sa propre essence... de développer sa propre existence pleinement et librement »[source insuffisante].
Au cours de l'âge industriel, John Dewey argumenta qu'on ne devrait pas donner le même programme à tous les enfants. Dans Démocratie et Éducation, il développe une philosophie d'éducation basée sur la démocratie. Selon sa thèse, alors que les enfants devraient être des participants actifs pour créer leur éducation, et alors qu'ils devraient faire l'expérience de la démocratie pour apprendre la démocratie, il reste qu'ils ont besoin des adultes comme guides pour se développer en tant qu'adultes responsables[source insuffisante].
Amy Gutmann argumente dans Éducation Démocratique que dans une société démocratique, il y a un rôle pour chacun dans l'éducation des enfants. La démocratie délibérative est le meilleur moyen de s'accorder sur ces rôles[source insuffisante].

## Programmes de formation
L'Institut Israélien pour l'Éducation Démocratique et Kibbutzim College à Tel Aviv coopèrent pour offrir un Bachelor of Éducation (B. Ed.) avec un Certificat de Spécialisation en Éducation Démocratique. Les stages d'enseignement se pratiquent au sein d'écoles conventionnelles et d'écoles démocratiques.

## Problèmes juridiques

### Nations unies et éducation démocratique
Les accords des Nations unies sont à la fois en accord sur  certains aspects et en désaccord sur d'autres aspects de l'éducation démocratique :
L'article 26(3) de la Déclaration universelle des droits de l'homme dispose que « les parents ont, par priorité, le droit de choisir le genre d'éducation à donner à leurs enfants ». Alors que cet article en soi pourrait permettre aux parents de choisir une éducation démocratique, les articles 28 et 29 de la Convention relative aux droits de l'enfant indiquent des obligations en matière de programmes éducatifs : l'éducation primaire est obligatoire, tous les aspects de chaque élève doivent être développés jusqu'au plus haut de son potentiel, et l'éducation doit développer le respect des valeurs nationales et de l'environnement naturel, dans un esprit d'amitié entre les peuples.
De plus, alors que l'article 12(1) de la Convention dispose que les enfants doivent être consultés dans toutes les décisions qui les affectent, leur apport aura un poids limité, « un poids mesuré en accord avec l'âge et la maturité de l'enfant ».

### Summerhill
En 1999, Summerhill reçut une « notice de plainte » concernant sa politique de leçons non-obligatoires, une procédure qui aurait normalement dû mener à sa fermeture ; Summerhill contesta cette notice et se présenta devant un tribunal spécialisé en éducation. Summerhill était représenté par un avocat reconnu des droits de l'homme, Geoffrey Robertson QC. Le gouvernement a rapidement échoué, et un accord à l'amiable a été proposé. Cette offre a été discutée et acceptée par un Conseil d'École formel qui s'est tenu à la salle d'audience, par un quorum d'élèves et d'enseignants présents à la cour. L'accord garantit que les inspections de Summerhill à l'avenir seraient cohérentes avec la philosophie éducative de Summerhill.

## Théoriciens
- Joseph Agassi - philosophe Israélien
- Michael Apple - sociologue, spécialiste de l'éducation démocratique, University of Wisconsin–Madison
- Matthew Arnold - écrivit au sujet de l'éducation à l'âge de la démocratie
- Pierre Bourdieu - anthropologue, sociologue, Collège de France
- Bernard Collot - théoricien et praticien de « l'école du 3e Type »
- George Dennison - écrivain américain
- John Dewey - sociologue, théoricien progressiste de l'éducation, University of Chicago
- Émile Durkheim - sociologue, théoricien de l'éducation fonctionnaliste
- Michel Foucault - philosophe post-moderne, University of California, Berkeley
- Peter Gray - psychologue, spécialiste de l'éducation démocratique, Boston College
- Daniel Greenberg - fondateur de la Sudbury Valley School
- Amy Gutmann - politologue, spécialiste de l'éducation démocratique, Présidente de University of Pennsylvania
- John Holt - critique de l'éducation conventionnelle et proposition du « unschooling »
- Ivan Illich - philosophe, prêtre, auteur de Une Société sans École
- Lawrence Kohlberg - professeur, pionnier en morale et éducation démocratique
- Homer Lane - pionnier en éducation démocratique, fondateur de la Ford Republic (1907–1912) et de la Little Commonwealth (1913–1917)
- Deborah Meier - fondatrice d'écoles démocratiques à New York et Boston, écrivain
- A.S. Neill - pionnier de l'éducation démocratique, fondateur de Summerhill School
- Claus Offe - politologue, théoricien de la culture de démocratie délibérative, Hertie School of Governance
- Karl Popper - philosophe à la London School of Economics
- Bertrand Russell - philosophe, auteur de On Education et fondateur de Beacon House School

## Sources
- (en) Cet article est partiellement ou en totalité issu de l’article de Wikipédia en anglais intitulé « Democratic education » (voir la liste des auteurs).